# Kocie oko (komiks)
Kocie oko – komiks wydany w serii Kapitan Żbik, autorem scenariusza jest Stanisław Szczepaniak, a rysunków Zbigniew Sobala.

## Fabuła komiksu
Kapitan Żbik wraz z porucznikiem Olą rozwiązują zagadkę napadu na bank, w którym łupem złodziei pada dwanaście milionów złotych. Do sprawców dochodzą po badaniach chromatograficznych lakieru i daktyloskopijnych pozostawionych przez rabusiów oraz wnikliwej obserwacji podejrzanych. Tytułowy Kocie Oko to szef gangu występujący w komiksie, specjalista od włamań kasowych.

## Historia powstania
Fabuła komiksu została oparta na autentycznych wydarzeniach. 20 sierpnia 1962 roku, włamywacze obrabowali skarbnicę banku w Wołowie, kradnąc dwanaście milionów złotych. 

## Dodatki
W pierwszym wydaniu zamieszczono następujące dodatki:
- Na drugiej stronie okładki znajduje się list kapitana Żbika do czytelników, w którym przybliża on zadania i działalność ORMO w powojennej i współczesnej (lata 70) Polsce.
- Na stronie 35 w cyklu Za ofiarność i odwagę poznajemy autentyczną historię Ryszarda Maliszewskiego, który uratował czworo tonących dzieci, pod którymi załamał się lód.
- Na czwartej stronie okładki umieszczono artykuł Kronika MO o organizowaniu pierwszych jednostkach milicji na Lubelszczyźnie w roku 1944.

## Nakład i wydania
- wydanie  I  1970 - "Sport i Turystyka", nakład: 100 000 egzemplarzy
- wydanie  II 2016 - Ongrys